# Brandi Carlile
Pour les articles homonymes, voir Carlile.
Brandi Carlile, née le 1er juin 1981 à Ravensdale dans l'État de Washington, est une chanteuse et autrice-compositrice américaine. Sa musique est classée dans plusieurs genres : pop, rock, country alternative, indie et folk.
En 2023, elle a produit huit albums qui lui ont permis d'obtenir neuf Grammy Awards pour vingt-cinq nominations, dont une pour The Firewatcher's Daughter (2015), six pour By the Way, I Forgive You (2018), trois en tant que productrice et compositrice sur l'album While I'm Livin' de Tanya Tucker (2019) et dix pour In These Silent Days (2021).
Elle est l'artiste la plus nommée de la 61e cérémonie des Grammy Awards avec six nominations dont celles de l'album de l'année, de l'enregistrement de l'année et de la chanson de l'année.

## Carrière

### Jeunesse
Brandi Carlile est née à Ravensdale dans l'État de Washington en juin 1981 et grandit là avec son frère Jay et sa sœur Tiffany. À l'âge de quatre ans, elle contracte une méningite qui la fait tomber dans le coma pendant plusieurs jours. Elle passe son enfance dans le comté de King entre les villes de Black Diamond, Maple Valley, Auburn et West Seattle.
Elle apprend le chant par elle-même pendant son enfance, et monte sur scène pour la première fois à l'âge de huit ans et commence à jouer de la guitare et à écrire des chansons à quinze ans. L'année suivante, elle devient choriste pour un sosie d'Elvis.

### 2004-2006: Premières années et premier album

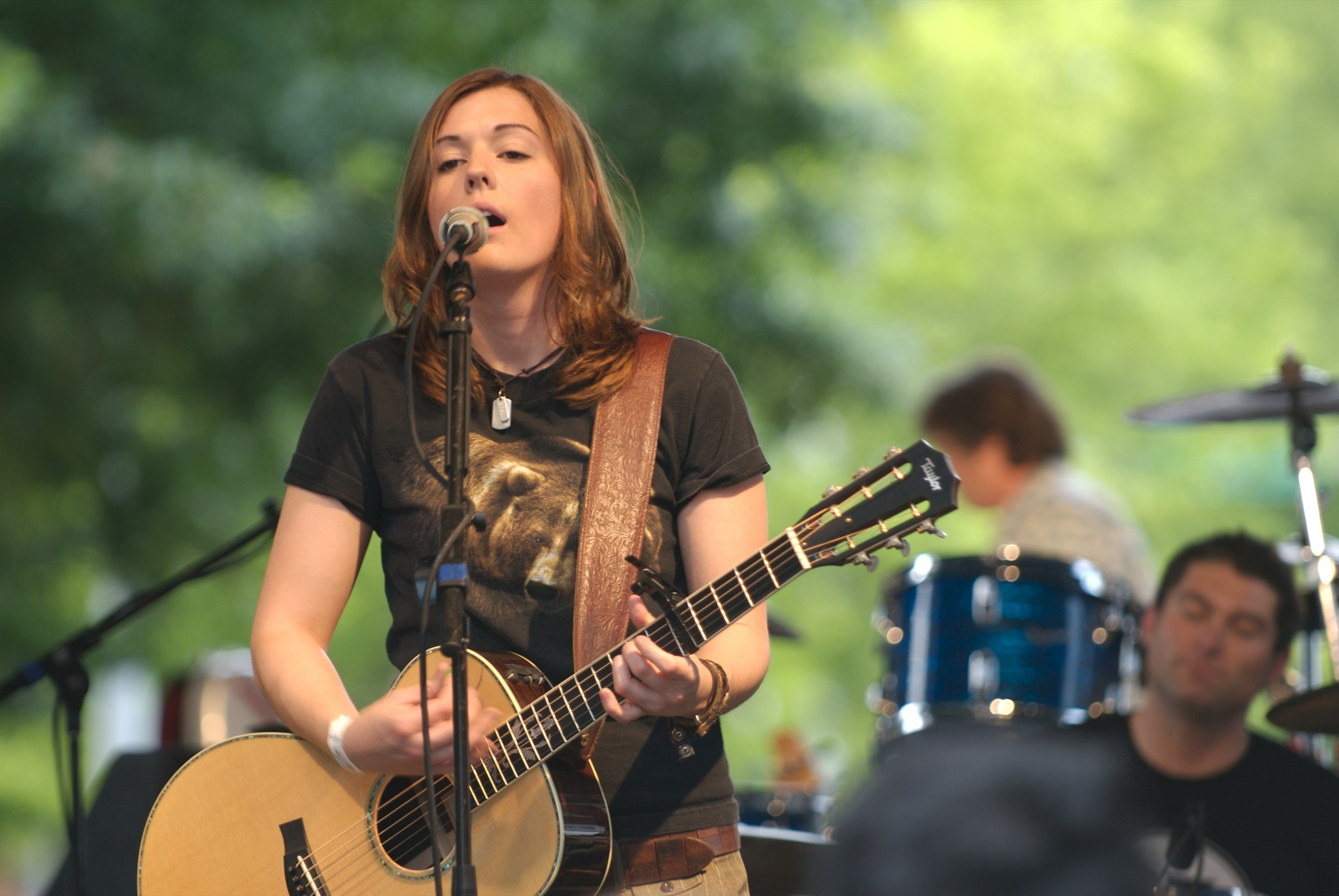
Brandi Carlile en juin 2005.

Brandi Carlile commence sa carrière en se produisant dans des clubs de Seattle. C'est à cette époque qu'elle rencontrera les frères jumeaux Tim et Phil Hanseroth, avec qui elle formera le cœur du groupe. Elle signe chez Columbia Records en 2004 en leur présentant des titres qu'elle a préalablement enregistré chez elle. Sorti en 2005, Carlile se produit en showcase pour présenter les chansons de son premier album éponyme Brandi Carlile, dont les avis sont enthousiastes. L'album se classe au 80e rang des Billboard 200 et numéro 1 des albums Folk U.S.
Peu de temps après la sortie de l'album, Carlile quitte Seattle et part avec les frères Hanseroth, avec qui elle a travaillé sur les enregistrements. Nouvellement formé, le trio passe deux ans en tournée pour aiguiser les chansons qui formeront plus tard l'essentiel de l'album The Story.

### 2007-2009: Début de notoriété avecThe StoryetGive Up the Ghost
Son deuxième album, The Story, est produit par T Bone Burnett. Enregistré en une session de 11 jours, il rassemble Carlile, les frères Hanseroth et le batteur Matt Chamberlain sur des captations live. Sa chanson The Story est utilisée dans une publicité de General Motors largement diffusée pendant les Jeux olympiques d'été de 2008 et la fait découvrir à un large public. En réponse, les ventes de l'album augmentent de 368% tandis que le single atteint la 5e place des chansons les plus téléchargées de l'iTunes Store. La chanson est également utilisée dans une publicité de Super Bock, ce qui la fait entrer à la 1re place (album) et à la 4e place (single) des charts portugais. À sa sortie, l'album atteint la 41e du Billboard 200. Le critique musical Stephen Thomas Erlewine qualifie l'album de « promesse d'un remarquable début, offrant la confirmation que Carlile a un talent singulier ».
Elle fait la première partie de Maroon 5 et OneRepublic lors de leur tournée australienne de 2007.
L'album Give Up the Ghost paraît en 2009 et entre à la 26e place du Billboard 200 et est nommé aux GLAAD Media Awards dans la catégorie Outstanding Music Artist.

### 2010-2014: Succès
En 2011 sort l'album Live at Benaroya Hall with the Seattle Symphony, enregistré durant deux concerts affichant complet au Benaroya Hall de Seattle en novembre 2010. L'album rassemble Carlile et son groupe de toujours (incluant les frères Hanseroth), jouant aux côtés de l'orchestre symphonique de Seattle. Il atteint la 63e place du Billboard 200, la 5e du US Folk Albums et la 14e place du US Rock Albums.
L'album suivant, Bear Creek, est publié le 5 juin 2012, et produit par Trina Shoemaker. Cet album est une collaboration entre elle et les frères Hanseroth. Dans une interview à l'American Songwriter, Carlile explique : « On a décidé il y a quelques années de partager toutes les tâches entre nous trois. Donc personne n'a d'intérêt personnel à être impliqué dans la chanson de quelqu'un d'autre, mais personne n'a d'intérêt à écarter quelqu'un de l'histoire non plus. Cela permet de toujours tirer le meilleur de ce que l'on crée ». L'album atteint la 10e place du Billboard 200, la 1re place du US Billboard Folk Albums et la 3e place du US Billboard Rock Albums. La chanson Heart's Content apparait dans le film Un havre de paix dans une scène où les deux personnages principaux dansent dessus.

### 2015-2016:The Firewatcher's Daughter

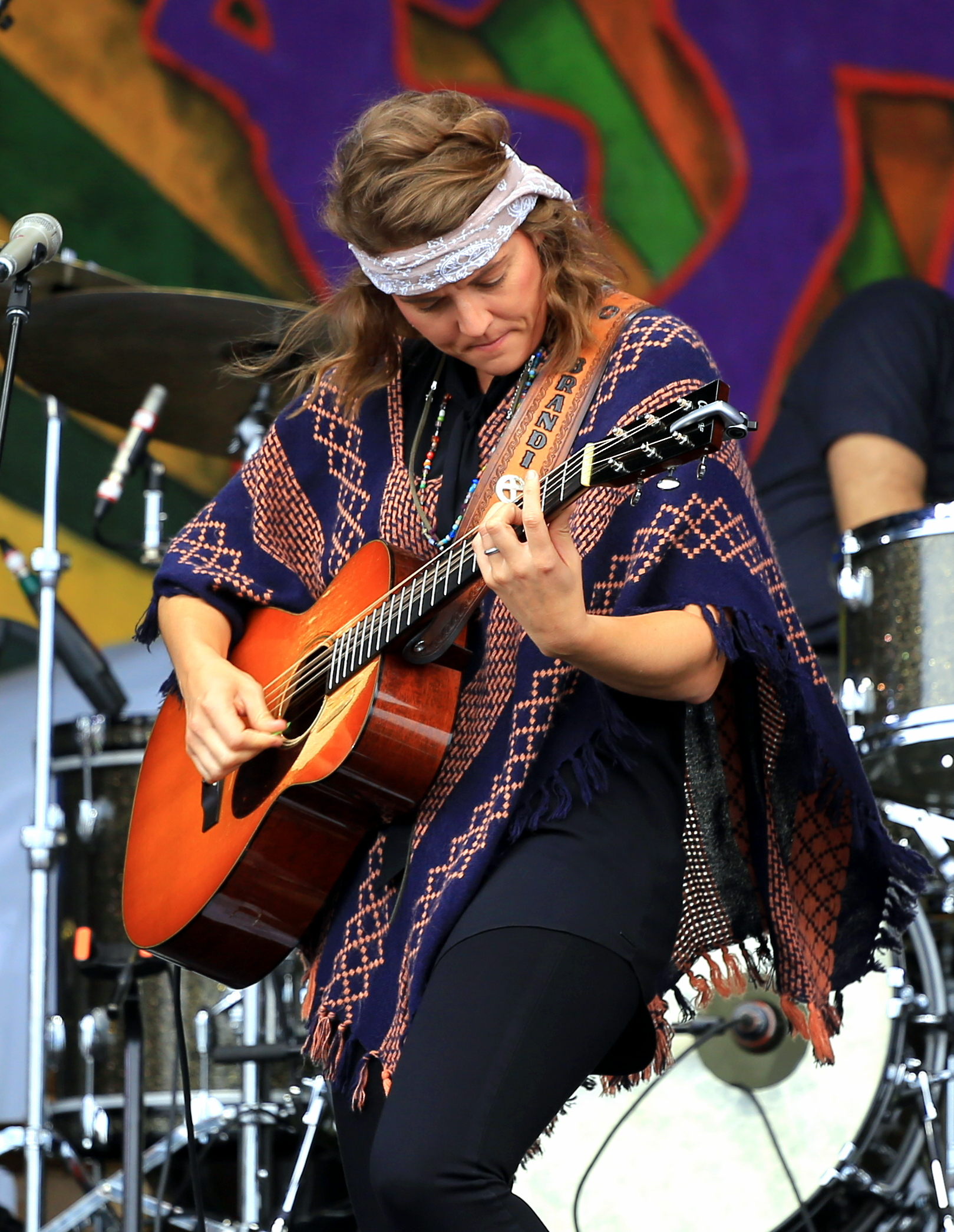
Brandi Carlile au New Orleans Jazz & Heritage Festival en 2016.

Le cinquième album, The Firewatcher's Daughter, sort le 3 mars 2015 sous le label ATO Records. Pour cet album, Carlile explique : « Nous n'avons fait aucune maquette. Pour moi, le rock n'est pas un style musical mais plutôt un état d'esprit ou un risque. Plus une chose est recommencée, moins elle tend à sonner rock d'une certaine manière. Pour moi c'est cela le rock… et c'est effrayant ! ». L'album atteint la 1re place du Rock Albums pour la première fois de sa carrière et est nommée aux Grammy Awards 2015 dans la catégorie Meilleur album Americana.

### 2017-présent: Succès aux Grammy avecBy the Way, I Forgive You
Le sixième album que Brandi Carlile enregistre en studio, produit par Dave Cobb et Shooter Jennings, est intitulé By the Way, I Forgive You et paraît le 16 février 2018. Il devient son album le mieux classé en atteignant la 5e place du Billboard 200 et la 1re Billboard Rock Albums. La chanson The Joke est listé par Barack Obama dans sa playlist de fin d'année 2017.
Acclamé par les critiques, l'album reçoit six nominations lors de la 61e cérémonie des Grammy Awards dont trois dans les catégories générales et trois dans la catégorie American Roots. Elle remporte finalement le Grammy de l'album Americana de l'année, celui de la Meilleure chanson American roots et la Meilleure performance American roots (pour The Joke).
En 2019, elle fonde le supergroupe de country The Highwomen avec Amanda Shires et Maren Morris — rejointes plus tard par Natalie Hemby —, qui fait ses débuts lors du concert pour le 87e anniversaire de Loretta Lynn. Elles publient leur premier single, Redesigning Women le 19 juillet 2019 suivi le 6 septembre de leur album éponyme, les deux étant reçu par de bonnes critiques,.
En avril 2021, elle publie ses mémoires intitulés Broken Horses: A Memoir et atteint la 1re place dans la catégorie non-fiction du New York Times Best Seller list.
En janvier 2023, elle joue lors de la cérémonie d'inauguration de la nouvelle gouverneure du Massachusetts, Maura Healey, la première ouvertement lesbienne des États-Unis.

## Vie privée

### Famille
Lors d'une interview en novembre 2002, Brandi Carlile s'affirme lesbienne. Elle dira plus tard au Los Angeles Times : « Je ne fais pas beaucoup de formalités autour de ça... Il y a eu des personnes avant moi qui ont ouvert la voie ». En juin 2012, elle annonce ses fiançailles avec Catherine Shepherd. Elles se marient à Boston le 15 septembre 2012.

### Engagement humanitaire
En 2008, Brandi Carlile fonde la Looking Out Foundation, une organisation pour soutenir financièrement les causes qui lui sont importantes. Cette fondation permettra la mise en place de campagnes populaires, telles que Looking Out For The Hungry, The If Project et The Story Campaign. Carlile a également pris l'engagement de reverser 1 dollar à la fondation pour chaque ticket de concert vendu.

## Discographie

### Albums studio
- Brandi Carlile (2005)
- The Story (2007)
- Give Up The Ghost (2009)
- Bear Creek (2012)
- The Firewatcher's daughter (2015)
- By the way I forgive you (2018)
- In These Silent Days (2021)
- In The Canyon Haze (2022)

### Album live
- Live from Neumo's (2005)
- Live at Easy Street Records (2007)
- Live at Benaroya Hall avec l'Orchestre symphonique de Seattle (2011)

### EP et démos
- Room for Me (2000)
- Open Doors (2002)
- We're Growing Up (2003)
- Acoustic (2004)
- Rhapsody Originals EP (2007)
- Ghost Demos (2009)
- XOBC (2010)
- Bear Creek EP (2012)
- Live at KCRW Morning Becomes Eclectic (2016)

### Compilation
- Cover Stories (2017)

### Singles
- Fall Apart Again (2005)
- What Can I Say (2006)
- The Story (2007)
- Turpentine (2007)
- Dreams (2009)
- That Year (2010)
- Dying Day (2010)
- That Wasn't Me (2012)
- Keep Your Heart Young (2012)
- The Eye (2014)
- Wherever Is Your Heart (2014)
- Good With God (2017)
- The Joke (2017)
- Every Time I Hear That Song (2018)
- Party of One (2018)
- Black Hole Sun (2020)
- Right on Time (2021)
- Broken Horses (2022)

### Collaborations
avec Elton John
- 2025 - Who Believes in Angels?